# París-Tours 2008

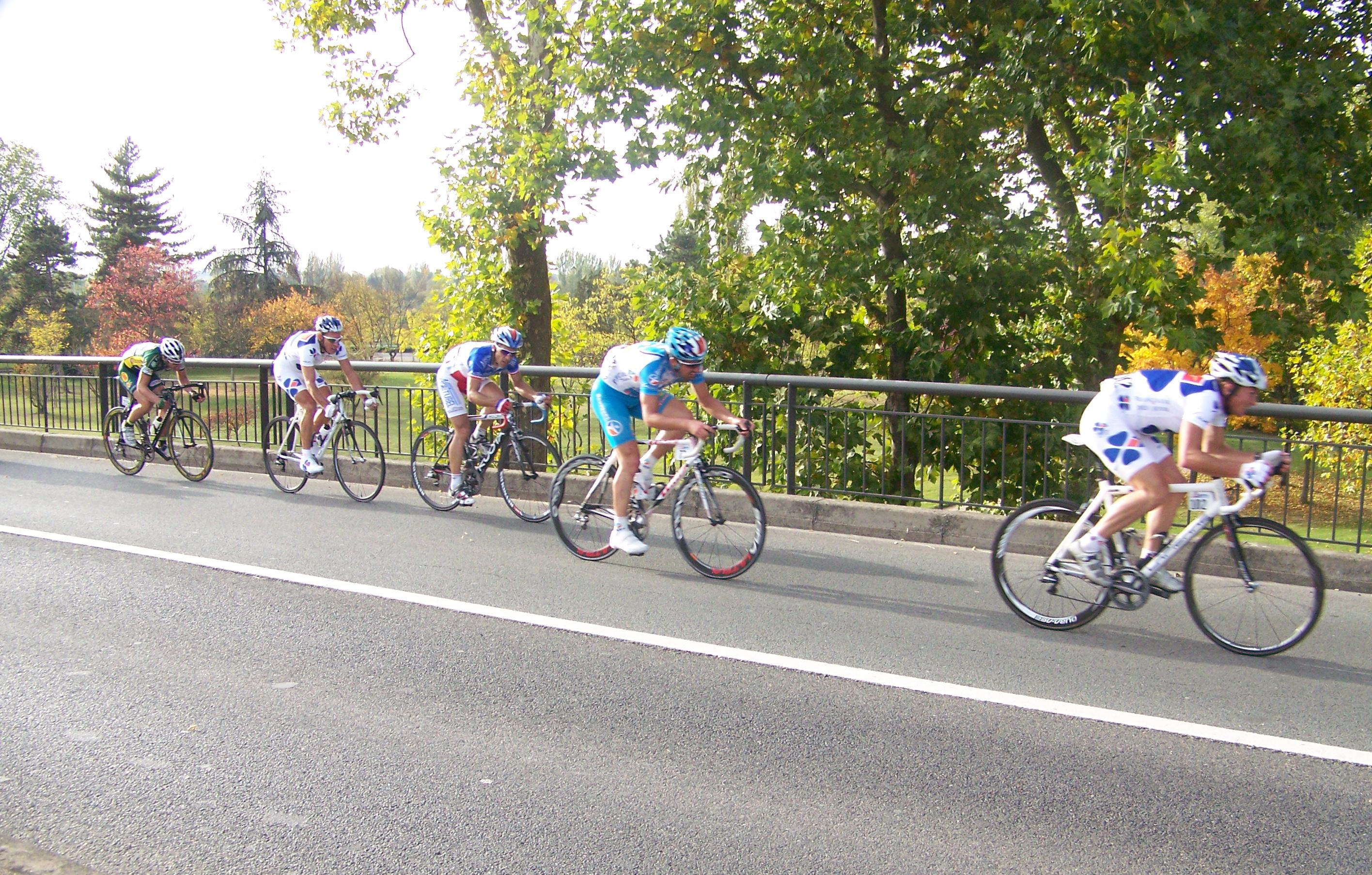
Mickaël Delage seguit per Sébastien Turgot, Nicolas Vogondy, Philippe Gilbert i Jan Kuyckx a tres km de l'arribada

La París-Tours 2008 és una cursa ciclista que es disputà el 12 d'octubre de 2008 amb una distància de 252 km. Aquesta fou la 102a edició de la clàssica París-Tours i el vencedor final fou el belga Philippe Gilbert de l'equip FDJ.

## Recorregut
Com cada any, la cursa surt en direcció Saint-Arnoult-en-Yvelines, per enfilar les planes de la Beauce durant la primera part de carrera. La primera dificultat significativa és l'Estrivède, a les portes de La-Ville-aux-Clercs, poc abans de l'avituallament de Vendôme.
Amb l'entrada al departament d'Indre i Loira els ciclistes es troben dues noves pujades, a Cangey i Amboise, quan ja sols queden seixanta quilòmetres pel final. Tot seguit arriba la primera de les quatre cotes decisives, la cota de Crochu, al km 225.
Després d'haver travessat Ballan-Miré, les cotes de l'Épan, del Pont Volant, i finalment del Petit Pas de Âne marcaran el final de la cursa, abans d'arribar a la llarga recta d'arribada, de 2,5 km, a Tours.

## Classificació final
|     | Ciclista         | Equip                        | Temps      |
| --- | ---------------- | ---------------------------- | ---------- |
| 1.  | Philippe Gilbert | FDJ                          | 5h 47' 43" |
| 2.  | Jan Kuyckx       | Landbouwkrediet-Tönnisteiner | m. t.      |
| 3.  | Sébastien Turgot | Bouygues Telecom             | m. t.      |
| 4.  | Nicolas Vogondy  | Agritubel                    | m. t.      |
| 5.  | Tyler Farrar     | Garmin Chipotle              | + 4"       |
| 6.  | Robbie McEwen    | Silence-Lotto                | m. t.      |
| 7.  | Erik Zabel       | Milram                       | m. t.      |
| 8.  | Daniele Bennati  | Liquigas                     | m. t.      |
| 9.  | Kristof Goddaert | Topsport Vlaanderen          | m. t.      |
| 10. | Tom Boonen       | Quick Step                   | m. t.      |